# BDH Klinik Braunfels
Die BDH-Klinik Braunfels ist eine Fachklinik für Neurologie im hessischen Braunfels mit neuroorthopädischem Fachbereich in der Trägerschaft des BDH Bundesverband Rehabilitation. Die gemeinnützige GmbH stellt als Kombination von Akutkrankenhaus und Rehaklinik eine Besonderheit dar. Sie ist eine von sieben Einrichtungen des Bundesverbandes Rehabilitation (BDH). Sie hat 423 Mitarbeiter und stellt 196 Betten zur stationären Behandlung bereit, davon 62 zur Akut- und 134 zur Reha-Bahndlung. Die Klinik arbeitet eng mit dem Universitätsklinikum Gießen, dem Krankenhaus in Wetzlar, der JLU (Justus-Liebig-Universität) und der THM (Technische Hochschule Mittelhessen) zusammen. Geschäftsführer ist Manuel Noske und ärztlicher Direktor ist Klaus-Dieter Böhm.

## Geschichte
1920 wurde der Verein Deutscher Hirnverletzter und organisch Nervenkranker Krieger e.V. in Frankfurt gegründet. Acht Jahre später schlossen sich verschiedene Hirnverletztenorganisationen zum Bund Deutscher Hirnverletzter Krieger e.V. zusammen. 1951 fand die Eröffnung des ersten BDH-Hirnverletztenheims in Braunfels statt, und der erste Arzt wurde eingestellt. 1963 erfolgte die offizielle Anerkennung als Neurologisches Sanatorium. Im Juni 1970 wurde das Hirnverletztenheim in eine Neurologische Klinik umgewandelt und gleichzeitig als Hessenklinik anerkannt, d. h., aus dem Sanatorium wurde ein Akutkrankenhaus.
Ab 2002 nahm die Klinik verstärkt Akutpatienten auf und begann mit dem Aufbau einer neuen Akutstation mit Stroke Unit, und ab 2009 wurden die ersten Beatmungspatienten auf der Intensivstation aufgenommen. Zugleich wurde die Klinik in eine gemeinnützige GmbH umgewandelt und in BDH-Klinik Braunfels umbenannt. Im Folgejahr fand die Inbetriebnahme des ersten MRT in Kooperation mit einer radiologischen Privatpraxis statt. 2012 wurde die Klinik als deutschlandweit erstes Lehrkrankenhaus für Medizintechnik und medizinische Informatik in Kooperation mit der Technischen Hochschule Mittelhessen ernannt. Im darauf folgenden Jahr wurde die Anzahl der Beatmungsstationen auf 10 Beatmungsplätze erhöht, und die Klinik erhielt die Anerkennung als akademisches Lehrkrankenhaus für das praktische Jahr am Fachbereich Medizin der JLU Gießen. 2015 wurde ein 16-zeiliger Spiral-Computertomograph in Betrieb genommen, und drei Jahre später änderte sich die Zusatzbezeichnung der BDH-Klinik Braunfels zu „Neurologisches Zentrum mit Akutstation, Stroke Unit, Intensivmedizin und Rehabilitation“. 2022 wurde die neue Intensivstation fertig gestellt und in Betrieb genommen.

## Lage
Die BDH-Klinik-Braunfels liegt im Stadtkern der Stadt Braunfels unmittelbar am Fuße der historischen Altstadt und des Schlossparks.

## Abteilungen
- Diagnostik/Labor
- Neurologische Frührehabilitation
- Badeabteilung
- Ergotherapie
- Logopädie
- Physikalische Therapie
- Physiotherapie
- Neuropsychologie
- Stroke Unit
- Akutbehandlung
- Neurologische Rehabilitation